# 珠粒坚壳蟹
珠粒坚壳蟹（学名：Ebalia glans）是短尾下目（螃蟹）玉蟹總科玉蟹科堅殼蟹亞科坚壳蟹属的一個物種。
本物種的頭胸甲呈球形，模式種位於安達曼海90米深的海床，出沒於印度洋及西北太平洋。